# Amnésia global transitória
Amnésia global transitória (AGT) é uma desordem neurológica cuja característica-chave definidora é a temporária porém quase total perturbação da memória de curto prazo, com uma série de problemas para acessar as memórias mais antigas. Uma pessoa em estado de AGT não exibe outros sinais de funcionamento cognitivo deteriorado mas recorda-se apenas dos últimos momentos de consciência, bem como, possivelmente, fatos profundamente codificados no passado do indivíduo, como sua infância, família, ou porventura seu lar.
Tanto AGT quanto amnésia anterógrada lidam com rupturas da memória de curto prazo. Entretanto, um episódio de AGT geralmente dura, no máximo, de 2 a 8 horas - até que o paciente retorne ao normal com a capacidade de formar novas memórias. Um paciente com amnésia anterógrada pode perder a capacidade de formar novas memórias indefinidamente.

## Sinais e sintomas
Uma pessoa tendo um ataque de AGT possui quase nenhuma capacidade de estabelecer novas memórias, porém geralmente parece mentalmente alerta e lúcida, possuindo total conhecimento de auto-identidade e identidade de familiares próximos, e mantendo habilidades perceptivas intactas e um extenso repertório de comportamento adquirido complexo. O indivíduo simplesmente não consegue se lembrar de coisa alguma que tenha acontecido além dos últimos minutos, enquanto memórias de eventos temporalmente mais distantes podem ou não estar intactas em sua maioria. O grau de amnésia é profundo e, no intervalo durante o qual o indivíduo está ciente de sua condição, é comumente acompanhada de ansiedade. Os critérios de diagnóstico para AGT, como definidos para propósitos de pesquisa clínica, incluem:
- O ataque foi testemunhado por um observador capaz e relatado como sendo uma perda definitiva de memória recente (amnésia anterógrada);
- Houve ausência de obscurecimento de consciência ou outra diminuição cognitiva além da amnésia;
- Não houve outros sinais neurológicos focais ou déficits durante ou depois do ataque;
- Não houve características de epilepsia, ou epilepsia ativa nos últimos dois anos, e o paciente não sofreu um ferimento recente na cabeça;
- O ataque encerrou-se dentro de 24 horas.

### Progressão de um evento AGT
O surgimento de sintomas de AGT é geralmente bastante rápido, e sua duração varia mas geralmente é entre 2 e 8 horas. Uma pessoa passando por AGT tipicamente possui lembranças apenas dos poucos últimos minutos ou menos, e é incapaz de reter novas informações além deste período de tempo. Uma de suas bizarras características é a perseveração, na qual a vítima de um ataque fielmente e metodicamente repete frases ou perguntas, incluindo entonação e gestos profundamente idênticos "como se um fragmento de uma trilha sonora fosse reproduzida repetidamente". Isto é encontrado em quase todos os ataques AGT e é às vezes considerado uma característica definidora da condição. O indivíduo passando por AGT retém habilidades sociais e memórias significativas mais antigas, quase sempre se lembrando da própria identidade e da identidade e membros familiares, e a habilidade de executar diversas tarefas aprendidas complexas incluindo dirigir e outros comportamentos aprendidos; um indivíduo "foi capaz de prosseguir com a remontagem do alternador de seu carro". Embora superficialmente pareça estar normal, uma pessoa com AGT está desorientada no tempo e no espaço, talvez não sabendo sequer o ano ou onde reside. Embora confusão seja relatada às vezes, outros consideram isto uma observação imprecisa, mas um estado emocional elevado (comparado a pacientes passando por um Ataque Isquêmico Transitório, ou AIT) é comum. Em uma pesquisa de grande porte, 11% dos indivíduos em um estado de AGT foram descritos exibindo "emocionalismo" e 14% "medo de morrer". O ataque diminui de intensidade no decorrer de horas, com memórias mais antigas retornando primeiro, e a fuga repetitiva lentamente se estendendo de forma que a vítima passa a reter memórias de curto prazo por períodos mais longos. Enquanto aparentemente de volta ao normal dentro de 24 horas, há sutis efeitos na memória que podem persistir por mais tempo. Na maioria dos casos, não há efeitos duradouros além do completo esquecimento do período do ataque e uma ou duas horas antes de seu início.
Surgiram evidências de debilitações observáveis em uma minoria de casos, semanas ou mesmo anos após um ataque de AGT.
Existem também evidências de que a vítima está ciente de que algo não está certo, ainda que não consigam determinar o que seja. Pessoas sofrendo um ataque podem vocalizar sinais de que "acabaram de perder a memória", ou que acreditam ter tido um derrame, embora não estejam cientes dos outros sinais que estão exibindo. O sintoma principal desta condição consiste nas repetidas ações de algo que normalmente não é repetido.

## Causas
A causa subjacente de AGT permanece enigmática. As hipóteses principais são alguma forma de evento epilético, um problema na circulação sanguínea ao redor, para ou vinda do cérebro, ou algum tipo de fenômeno semelhante à enxaqueca. As diferenças são significativas o suficiente para que a amnésia transitória seja considerada uma síndrome clínica heterogênea com diversas etiologias, mecanismos correspondentes, e prognósticos distintos.

### Eventos precipitantes
Ataques AGT são associados a alguma forma de evento precipitante em no mínimo um terço dos casos. Os eventos precipitantes mais comumente citados incluem exercício vigoroso (incluindo relações sexuais). nadar em água fria ou passar por outras mudanças de temperatura, e eventos emocionalmente traumáticos ou estressantes. Há relatos de condições similares a AGT após certos procedimentos médicos e estados de enfermidade. Um estudo relata dois casos de incidência familiar (no qual dois membros da mesma família vivenciaram AGT), dentre 114 casos considerados. Isso indica a possibilidade de que talvez haja uma leve incidência familiar.
Se a definição de um evento precipitante é expandida para incluir eventos dias ou semanas antes, e para considerar fardos emocionalmente estressantes como preocupações financeiras, comparecer a um funeral ou exaustão devido a trabalho excessivo ou responsabilidades incomuns de puericultura (cuidados com crianças), uma grande maioria (mais de 80%) dos ataques de AGT é dita se relacionar com eventos precipitantes.
O papel de cofatores psicológicos tem sido referido por algumas pesquisas. É o caso que pessoas em um estado de AGT exibem níveis de ansiedade e/ou depressão mensuravelmente elevados. Instabilidade emocional pode deixar algumas pessoas vulneráveis a gatilhos estressantes e portanto ser associada a AGT. Indivíduos que vivenciaram AGT, comparados a pessoas similares com AIT, são mais propensos a ter algum tipo de problema emocional (como depressão ou fobias) em seu histórico pessoal ou familiar ou a ter vivenciado algum tipo de evento precipitante fóbico ou emocionalmente desafiador.

### Hipóteses vasculares
Isquemia cerebral é uma possível causa frequentemente disputada, pelo menos para algum segmento da população AGT, e até os anos 90 acreditava-se geralmente que AGT era uma variante de ataque isquémico transitório (AIT) secundário a alguma forma de doença cerebrovascular. Aqueles que discordam de uma causa vascular apontam para evidências de que aqueles sofrendo de AGT não são mais propensos que a população geral a sofrer doença vascular cerebral. Na verdade, "comparados a pacientes com AIT, pacientes com AGT possuem um risco combinado significativamente menor de derrame, infarto do miocárdio, e morte".
Outras origens vasculares permanecem uma possibilidade, entretanto, de acordo com pesquisa de insuficiência valvular da veia jugular em pacientes com AGT. Nestes casos, AGT ocorreu após esforço vigoroso. Uma hipótese atual é de que AGT possam ocorrer devido a congestão venosa do cérebro, levando a isquemia de estruturas envolvidas na memória, como o hipocampo. Foi demonstrado que executar a manobra de Valsalva (envolvendo abaixar-se e elevando a pressão respiratória contra a glote fechada, o que ocorre frequentemente durante esforço físico) pode estar relacionado a fluxo retrógrado de sangue na veia jugular, e portanto, presumivelmente, circulação sanguínea cerebral, em pacientes com AGT.

### Enxaqueca
O histórico de enxaqueca é um fator de risco estatisticamente significativo identificado na literatura médica. "Quando comparando pacientes de AGT com cobaias de controle normais... o único fator significativamente associado com risco elevado de AGT foi enxaqueca". 14% das pessoas com AGT tinham um histórico de enxaqueca em um estudo, e aproximadamente um terço dos participantes em outro estudo clínico relataram tal histórico.
Entretanto, enxaqueca parece não ocorrer simultaneamente com AGT nem servir como evento precipitante. Dor de cabeça ocorre frequentemente durante AGT, assim como náusea, ambos sintomas associados com enxaqueca, porém parece que estes não indicam enxaqueca em pacientes durante um evento AGT. A conexão permanece conceitual, e ainda mais turvada pela falta de consenso sobre a definição da enxaqueca em si, e por diferenças de idade, gênero, e características psicológicas de sofredores de enxaqueca quando comparados a estas mesmas variáveis no grupo AGT.

### Epilepsia
Amnésia é frequentemente um sintoma na epilepsia, e por essa razão pessoas com epilepsia conhecida são desqualificadas da maior parte dos estudos de AGT. Em um estudo onde critérios estritos foram aplicados para diagnóstico de AGT, nenhuma característica epilética foi vista em EEGs de mais de 100 pacientes com AGT. Todavia, apesar do fato de que leituras de EEG geralmente são normais durante um ataque AGT, e outros sintomas comuns de epilepsia não são observados durante AGT, foi especulado que alguns ataques epiléticos iniciais se apresentam como AGT. A observação de que 7% das pessoas que passam por AGT irão desenvolver epilepsia questiona se esses casos são, de fato, AGT ou amnésia epilética transitória (AET). Ataques AET tendem a ser breves (menos de uma hora) e tendem a recorrer, de modo que uma pessoa que sofreu repetidos ataques de amnésia temporária similar a AGT, e se esses eventos duraram menos de uma hora, é bastante propensa a desenvolver epilepsia.
Há especulação adicional que casos atípicos de AET na forma de status epilepticus não-convulsivo pode se apresentar com duração semelhante a AGT. Isto pode constituir um subgrupo distinto de AGT. AET, ao contrário de AGT "pura", também se caracteriza por "duas formas incomuns de déficit de memória .... (i) esquecimento de longo-prazo acelerado (ELA): a perda excessivamente rápida de memórias recentemente adquiridas num período de dias ou semanas e (ii) perda de memória autobiográfica remota: uma perda de memórias de eventos salientes pessoalmente vividos das últimas décadas".
Se um evento amnéstico é ou não é AGT ou AET apresenta um desafio de diagnóstico, especialmente dadas as descrições recentemente publicadas de possíveis déficits cognitivos a longo prazo com (presumidamente diagnosticada de forma correta) AGT.

### Outras associações putativas
Existem afirmações de um possível elo entre AGT e o uso de estatinas (uma classe de droga usada no tratamento de colesterol). Perda de memória em bloco de forma total, permanente e irrecuperável pode ocorrer como um "apagão" alcoólico, geralmente durante mais que uma hora e até 2 a 5 dias. Intoxicação por maconha, hidroxiquinolinas halogenadas como Clioquinol, inibidores de PDE como sildenafil, Digitalis e intoxicação por escopolamina, e anestesia geral foram relatados com AGT.

## Diagnóstico

### Diagnóstico diferencial
Um diagnóstico diferencial deveria incluir:
- Trombose da artéria basilar
- Derrame cardioembólico
- Epilepsia focal
- Epilepsia do lobo frontal
- Síndromes lacunares
- Variantes de enxaqueca
- Derrame da artéria cerebral posterior
- Síncope e ataques paroxísticos relacionados
- Epilepsia do lobo temporal

Se o evento dura menos de uma hora, amnésia epilética transitória pode estar implicada.
Se a condição dura mais que 24 horas, ela não é considerada AGT por definição. Uma investigação diagnóstica iria então provavelmente focar em alguma forma de ataque isquêmico não-detectado ou sangramento craniano.

## Prognóstico
O prognóstico de AGT "pura" é muito bom. Não afeta mortalidade ou morbidade e, diferentemente do entendimento anterior da condição, AGT não é um fator de risco para derrame ou doenças isquêmicas. Taxas de recorrência são relatadas variadamente, com um cálculo sistemático sugerindo que a taxa está abaixo de 6% ao ano. AGT "é universalmente considerada uma condição benigna que não quer tratamento adicional além de tranquilizar o paciente e sua família". "A parte mais importante do gerenciamento pós-diagnóstico é cuidar das necessidades psicológicas do paciente e seus familiares. Ver um parceiro, irmão ou pai outrora competente e saudável tornar-se incapaz de lembrar-se do que foi dito apenas um minuto atrás é muito angustiante, e portanto muitas vezes são os parentes que precisam de reconforto".
AGT pode ter múltiplas etiologias e prognósticos. Apresentações atípicas podem disfarçar-se de epilepsia e serem mais apropriadamente consideradas AET. Em adição a tais prováveis casos de AET, algumas pessoas passando por eventos amnésticos divergindo dos critérios de diagnóstico articulados acima podem possuir um prognóstico menos benigno do que aqueles com AGT "pura".
Recentemente, ademais, tanto imagiologia quanto estudos de testagem neurocognitiva questionam se AGT é tão benigna quanto se pensava. Varreduras de ressonância magnética do cérebro em um estudo mostraram que, das pessoas que passaram por AGT, todas possuíam cavidades no hipocampo, e essas cavidades eram bem mais numerosas, maiores, e mais sugestivas de dano patológico que tanto o controle saudável quanto um grande grupo de controle de pessoas com tumor ou derrame. Impactos verbais e cognitivos foram observados dias após ataques de AGT, de tal severidade que pesquisadores estimaram que seriam improvável que os efeitos cessariam dentro de um curto período. Um grande estudo neurocognitivo de pacientes mais de um ano após seus ataques revelou efeitos persistentes consistentes com declínio cognitivo leve (DCL-a) em um terço das pessoas que sofreram AGT. Em outro estudo, "disfunções cognitivas seletivas após recuperação clínica" foram observados, sugerindo debilitação pré-frontal. Estas disfunções podem não ser na memória per se mas na reaquisição, na qual a velocidade de acesso é parte do problema dentre pessoas que tiveram AGT e sofrem de problemas recorrentes de memória.

## Epidemiologia
A incidência anual estimada de AGT varia de um mínimo de 2,9 casos por 100.000 habitantes (na Espanha) e 5,2 por 100.000 (nos Estados Unidos), mas das pessoas acima dos 50 anos, relata-se que a taxa de incidência de AGT varia entre aproximadamente 23 por 100.000 (numa população americana) a 32 por 100.000 (numa população na Escandinávia).
AGT é mais comum em pessoas entre 56 e 75 anos, com uma idade média da vítima de AGT sendo aproximadamente 62.